# Marienlyst (Drammen)
 For alternative betydninger, se Marienlyst. (Se også artikler, som begynder med Marienlyst)
Marienlyst er et område i Drammen mellem Strømsø centrum og Danvik. Marienlyst indeholder friområder, museum, skoler, idrætshal (Drammenshallen) og Marienlyst stadion, hjemmebane for Strømsgodset Idrettsforening.
59°44′17″N 10°11′53″Ø / 59.738°N 10.198°Ø